# Magnetyzacja
Magnetyzacja (namagnesowanie) jest właściwością materiałów (m.in. magnesów), która opisuje pole magnetyczne wytwarzane przez materiał. Przez magnetyzację rozumie się także wielkość fizyczną określającą wytwarzane przez materiał pole magnetyczne, definiuje się ją przez określenie momentów magnetycznych wytworzonych w jednostce objętości. Głównymi składnikami magnetyzacji są orbitalne i spinowe momenty magnetyczne elektronów.
W niektórych materiałach (np.: ferromagnetykach) magnetyzacja istnieje bez obecności zewnętrznego pola magnetycznego (magnetyzacja spontaniczna). W innych typach materiałów magnetyzacja jest indukowana przez zewnętrzne pole magnetyczne. Magnetyzacja zwykle nie jest homogeniczna w całej objętości danego ciała.

## Definicja magnetyzacji
Każda cząstka substancji magnetycznej posiada pewien magnetyczny moment dipolowy o wartości Δm. Magnetyzację definiujemy jako
{\displaystyle \mathbf {M} ={\frac {\Delta \mathbf {m} }{\Delta V}}}
lub za pomocą pochodnej
{\displaystyle \mathbf {M} ={\frac {d\mathbf {m} }{dV}}}
Magnetyzacja jest dipolowym momentem magnetycznym na jednostkę objętości ośrodka magnetycznego.

## Związek między magnetyzacją, indukcją i natężeniem pola magnetycznego
Związek natężenia, indukcji i magnetyzacji pola magnetycznego ma następującą postać
{\displaystyle \mathbf {H} ={\frac {1}{\mu _{0}}}\mathbf {B} -\mathbf {M} }
co jest równoważne:
{\displaystyle \mathbf {B} =\mu _{0}\left(\mathbf {H} +\mathbf {M} \right)}
gdzie:
{\displaystyle \mathbf {B} } – indukcja magnetyczna,
{\displaystyle \mathbf {H} } – natężenie pola magnetycznego,
{\displaystyle \mu _{0}} – przenikalność magnetyczna próżni,
{\displaystyle \mathbf {M} } – magnetyzacja.

## Magnetyzacja w ośrodkach liniowych i nieliniowych
W materiałach diamagnetycznych i paramagnetycznych zależność między {\displaystyle \mathbf {H} } jest liniowa, wówczas
{\displaystyle \mathbf {M} =\chi _{m}\mathbf {H} }
gdzie
{\displaystyle \chi _{m}} – podatność magnetyczna.
Zatem wektor indukcji magnetycznej dla ośrodków linowych wyraża się wzorem
{\displaystyle \mathbf {B} =\mu _{0}\left(\mathbf {H} +\chi _{m}\mathbf {H} \right)=\mu _{0}(1+\chi _{m})\mathbf {H} .}
Wielkość {\displaystyle \mu _{r}=1+\chi _{m}} definiuje się jako względną przenikalność magnetyczną, a {\displaystyle \mu =\mu _{0}\mu _{r}} – przenikalność magnetyczna w ośrodku liniowym, zatem otrzymujemy:
{\displaystyle \mathbf {B} =\mu _{0}\mu _{r}\mathbf {H} \Rightarrow \mathbf {B} =\mu \mathbf {H} .}
Dla ośrodków linowych wektor indukcji magnetycznej ma taki sam zwrot i kierunek co wektor natężenia pola magnetycznego.
W ogólności między magnetyzacją a natężeniem pola magnetycznego występuje związek:
{\displaystyle \mathbf {M} ={\hat {\alpha }}\mathbf {H} ,}
gdzie:{\displaystyle {\hat {\alpha }}} jest tensorem magnetyzacji ośrodka.
Rozpisując powyższe równanie na składowe, otrzymuje się
{\displaystyle {\begin{bmatrix}M_{x}\\M_{y}\\M_{z}\end{bmatrix}}={\begin{bmatrix}\alpha _{xx}&\alpha _{xy}&\alpha _{xz}\\\alpha _{yx}&\alpha _{yy}&\alpha _{yz}\\\alpha _{zx}&\alpha _{zy}&\alpha _{zz}\end{bmatrix}}\cdot {\begin{bmatrix}H_{x}\\H_{y}\\H_{z}\end{bmatrix}}}
Można znaleźć taki układ współrzędnych, dla którego elementy pozadiagonalne znikają i pozostają tylko elementy diagonalne, przy czym składowe te mogą mieć różne wartości.
Wynika stąd, że w ogólnym przypadku wektor magnetyzacji i natężenia pola mogą mieć różne kierunki.
Dla ośrodków liniowych występują tylko elementy diagonalne, które są wszystkie sobie równe (wektory magnetyzacji i natężenia są równoległe).
W przypadku ferromagnetyków nie ma jednoznacznej zależności między {\displaystyle \mathbf {H} } i {\displaystyle \mathbf {M} ,} a magnetyzacja zależy od historii zmian natężenia pola magnetycznego. Zjawisko to nazywa się histerezą magnetyczną.

## Prąd magnetyzacji
Magnetyzacja {\displaystyle \mathbf {M} } wnosi swój udział do gęstości prądu {\displaystyle \mathbf {J} .} Prąd magnetyzacji nazywamy wielkość zdefiniowaną:
{\displaystyle \mathbf {J} _{m}=\nabla \times \mathbf {M} }
tak, że całkowita gęstość prądu wchodząca do równań Maxwella ma postać:
{\displaystyle \mathbf {J} =\mathbf {J} _{sw}+\nabla \times \mathbf {M} +{\frac {\partial \mathbf {P} }{\partial t}}}
gdzie {\displaystyle \mathbf {J} _{sw}} jest gęstością prądu elektrycznego ładunków swobodnych, drugi człon jest wkładem magnetyzacji, a ostatni jest związany z polaryzacją elektryczną {\displaystyle \mathbf {P} .}

## Prawo Gaussa dla magnetostatyki
Korzystając z prawa Gaussa dla magnetostatyki i definicji indukcji magnetycznej poprzez natężenie pola magnetycznego i magnetyzację ośrodka, mamy
{\displaystyle 0=\nabla \cdot {\vec {B}}\Rightarrow 0=\nabla \cdot \left[\mu _{0}\left({\vec {H}}+{\vec {M}}\right)\right]}
Z ostatniego równania otrzymujemy:
{\displaystyle \nabla \cdot {\vec {H}}=-\nabla \cdot {\vec {M}}}